# Our Friends in the North
Our Friends in the North es una serie ficción británica, producida por la cadena BBC y originalmente transmitida en nueve episodios en BBC Two a principios de 1996. 
La serie es comúnmente considerada una de los dramas de los noventa más exitosos de la BBC, descrita por el periódico Daily Telegraph como «"una producción en la que todos trabajaban para servir a la visión del escritor"».
La serie fue emitida del 15 de enero de 1996 al 11 de marzo de 1996. 
En una encuesta de profesionales en el campo por el British Film Institute en 2000, la serie estaba en el puesto 25 en una lista de los 100 programas de televisión británicos más exitosos del siglo XX.

## Argumento
Cada uno de los nueve episodios de la serie se lleva a cabo durante el año para el que se nombra, en 1964, 1966, 1967, 1970, 1974, 1979, 1984, 1987 y 1995. Los episodios siguen los cuatro personajes principales y cómo cambia su vida y carreras y relaciones contra el telón de fondo de los acontecimientos políticos y sociales del Reino Unido en este momento. Los cuatro amigos son Dominic 'Nicky' Hutchinson (interpretado por Christopher Eccleston), María Soulsby (Gina McKee), Peacock George 'Geordie' (Daniel Craig) y Terry 'Tosker' Cox (Mark Strong). 
La serie comenzó en 1964 con el regreso de Nicky por un período de trabajo con el movimiento de derechos civiles en el sur de los Estados Unidos. Geordie espera para formar un grupo de música pop con su compañero Tosker. Sin embargo, Nicky está convencido de que dejar de trabajar para corromper la política Austin Donohue (Alun Armstrong), al parecer influenciado por el idealismo Donohue Newcastle y el deseo de cambiar para mejor. Esto es muy molesto para el dirigente Félix (Peter Vaughan), que no quiere perder el hijo por la oportunidad de mejorarlo. Nicky termina la relación con María cuando ella duerme con Tosker y queda embarazada, y luego se casan, lo que significa que también va fuera de la universidad. Huyendo de la chica embarazada, Geordie se marcha a Londres, donde cae en el bajo mundo sombrío con Baron Benny Barrett (Malcolm McDowell). Geordie es inicialmente exitoso como empleado por Barrett en sus discotecas y tiendas de sexo Soho. Nicky, por su parte, tiene en cuenta la magnitud de las relaciones corruptas de Donohue con el desarrollador John Edwards (Geoffrey Hutchings) y renuncia disgustado. 
Desde principios de los setenta, la policía ha tomado medidas enérgicas en la actividad de Barrett y su corrupción, pero no antes que Barrett fuera engañado por Geordie, enviándolo a prisión en represalia por un acuerdo. En 1979, Nicky ha vuelto a la política tradicional y se erige como un miembro del parlamento en la elección general para el Partido del Trabajo, pero es derrotado por el candidato del Partido Conservador (Saskia Wickham) después de una campaña de difamación. Geordie de nuevo justo antes de las elecciones, para no ser visto de nuevo en la serie hasta 1987.